# 讷伊昂东容
讷伊昂东容（法語：Neuilly-en-Donjon，法語發音：[nœji ɑ̃ dɔ̃ʒɔ̃]）是法国阿列省的一个市镇，属于维希区。

## 地理
讷伊昂东容（46°20'42"N, 3°53'8"E）面积25.02 平方千米，位于法国奥弗涅-罗讷-阿尔卑斯大区阿列省，该省份为法国中部省份，北起涅夫勒省、西北接谢尔省，西南至克勒兹省，南至多姆山省，东南临卢瓦尔省，东临索恩-卢瓦尔省。
与讷伊昂东容接壤的市镇（或旧市镇、城区）包括：勒布绍、勒东容、勒纳、吕诺、圣迪迪耶昂东容。

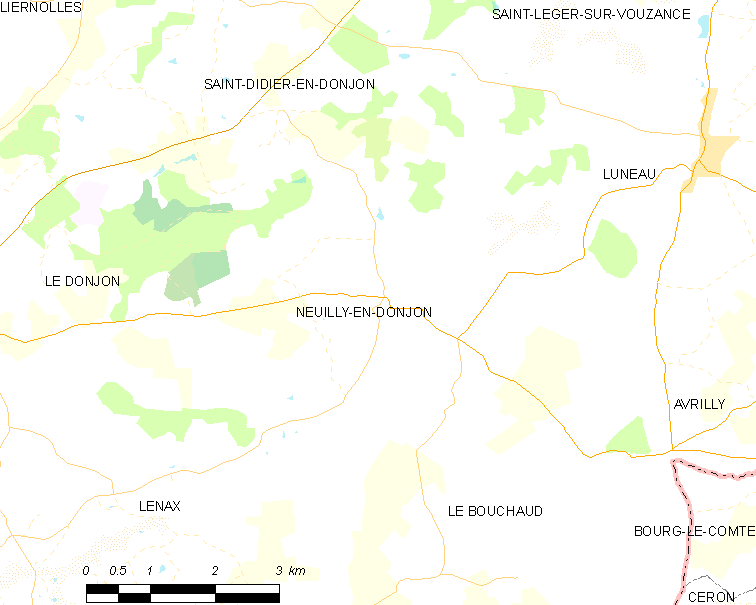
讷伊昂东容的OSM定位图

讷伊昂东容的时区为UTC+01:00、UTC+02:00（夏令时）。

## 行政
讷伊昂东容的邮政编码为03130，INSEE市镇编码为03196。

## 政治
讷伊昂东容所属的省级选区为贝布尔河畔栋皮埃尔县。

## 人口

1962-2008年间讷伊昂东容人口变化图示

讷伊昂东容于2022年1月1日时的人口数量为198人。